# Michelob Ultra體育館
36°5′26.44″N 115°10′44.33″W / 36.0906778°N 115.1789806°W
Michelob Ultra體育館，原名為曼德勒海灣活動中心，是一座可容納12,000人的多功能室內體育館，身在內華達州天堂市賭城大道上的曼德勒海灣度假村裡。它由美高梅國際酒店集團擁有和經營，於1999年4月10啟用。米高梅與釀造公司安海斯-布希於2021年簽訂了冠名權協議，以該公司的Michelob Ultra啤酒命名體育館。
體育館為WNBA拉斯維加斯王牌和國家袋棍球聯盟拉斯維加斯沙漠之犬的主場。

## 外部連結
- 官方网站